# 24B busz (Miskolc)
A miskolci 24B jelzésű autóbuszjárat 2002 és 2006 között közlekedett. Ez a viszonylat jelentette az összeköttetést Hejőcsaba és az Egyetemváros között. A 24-es járat a Repülőtér – Búza tér – Hejő-park, a 24A jelzésű buszok a Repülőtér – Búza tér, a 24B jelzésű buszok a Búza tér – Egyetemváros között közlekedtek.
A járat 6 és 16 óra között közlekedett, általában fél órás követési időközökkel. A viszonylatot a 2006-os járatritkítással szüntették meg az alacsony kihasználtság miatt. Helyette a 14H jelzésű buszok közlekedtek a Repülőtér és a Hejő-park között 2015-ig, azóta a 14-es autóbusz közlekedik ezen a szakaszon, ám ezek a járatok már nem érintik az Egyetemvárost, így Hejőcsabára csak a tapolcai elágazáson keresztül lehet eljutni.

## Megállóhelyei
A menetidő percben van megadva. A megállóhelyek nevei a 2006-os adatok alapján lettek kiírva
| 24B (Búza tér ↔ Egyetemváros) |                                  |          |
| menetidő                      | Megállóhely                      | menetidő |
| 0                             | Búza tér                         | 20       |
| 2                             | Szinvapark                       | 18       |
| 3                             | Vörösmarty városrész             | 17       |
| 5                             | Lévai J. utca                    | 15       |
| 7                             | Petneházy utca                   | 14       |
| 9                             | Tapolcai elágazás                | 13       |
| 11                            | Hejőcsabai városrész             | 11       |
| 12                            | Hejőcsabai gyógyszertár          | 10       |
| 14                            | Cementgyár (Korábban: Futó utca) | 8        |
| 16                            | Hejő-park                        | 15       |
| 18                            | Egyetemi Kollégium               | 4        |
| 19                            | Tanulmányi épület                | ∫        |
| ∫                             | Olajkutató                       | 2        |
| 21                            | Egyetemváros                     | 0        |